# Глухота білих котів

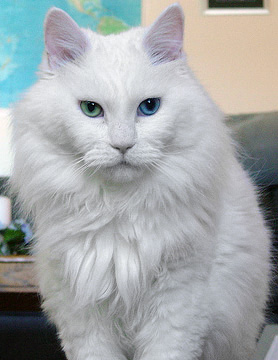
Глухий, різноокий білий кіт.

Деякі білі кішки мають порушення слуху, викликане дегенерацією внутрішнього вуха. Цей стан часто супроводжується блакитним кольором райдужної оболонки очей. Глухота може бути на обидва вуха або односторонньою. У білих кішок можуть бути блакитні, жовті, зелені або помаранчеві очі. Було встановлено, що у цілком білих кішок з очима різного кольору глухота буває зазвичай у вусі, розташованому з боку блакитного ока.
У дослідженні, проведеному в 1997 році, були обстежені кішки з різним ступенем порушень слуху. 72 % обстежених кішок виявилося глухими. Кортієв орган у таких кішок дегенерує повністю у перші кілька тижнів після народження. Але навіть протягом цих перших тижнів слухові подразники не викликають відповіді у мозковому стовбурі, і це значить, що у таких тварин ніколи не виникало звукових відчуттів. Через кілька місяців після дегенерації кортієвого органу починають дегенерувати нервові клітини равлика внутрішнього вуха.

## Генетика білого забарвлення у кішок

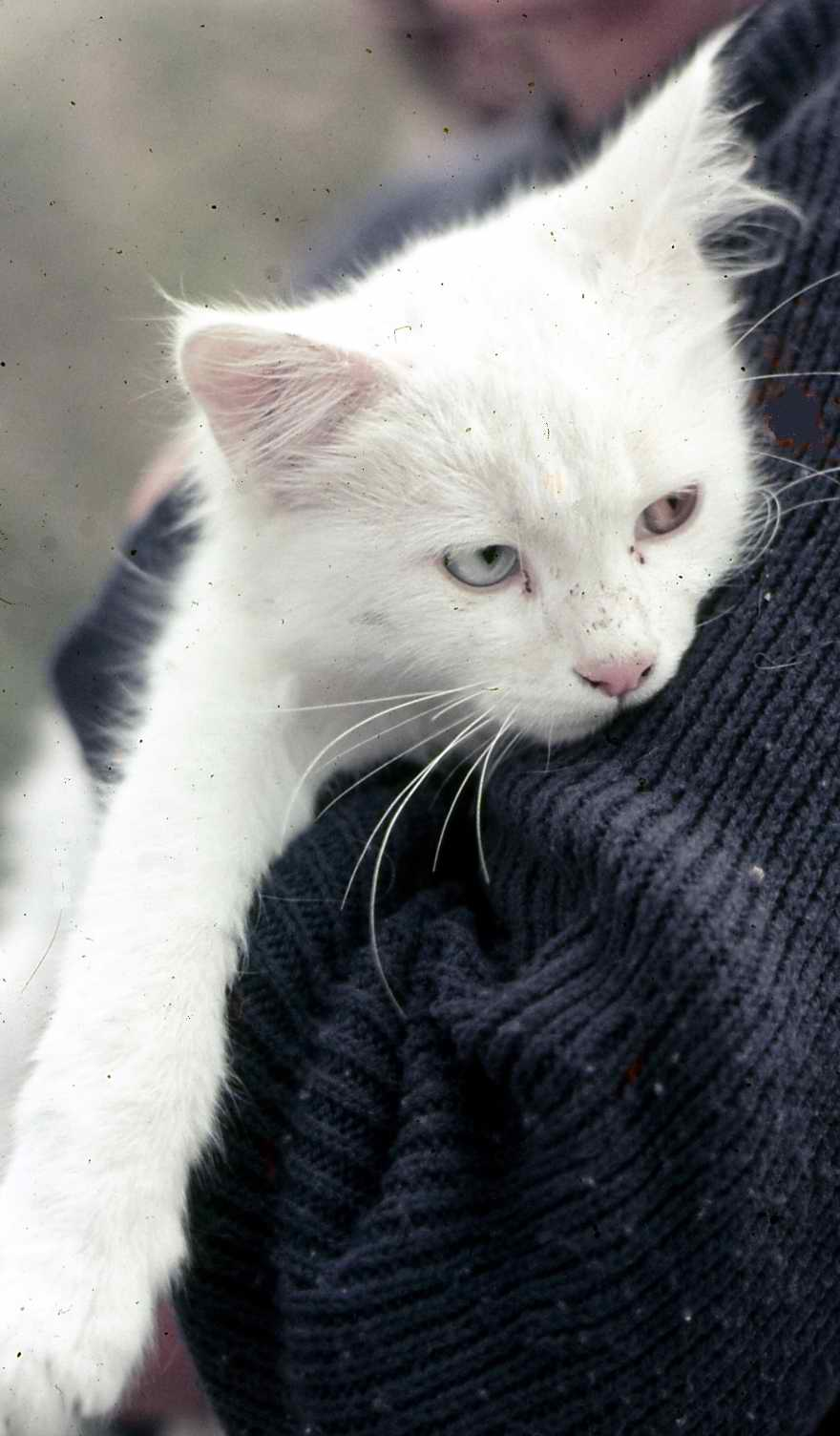
Повністю біла ван-кедісі в Дослідницькому центрі ванської кішки

Генетичні причини глухоти у білих кішок досить добре вивчені. Глухота у білих кішок викликана впливом домінантної алелі гена білого окрасу шкурки W-, який приводить в дію певні процеси, що відбуваються на ранніх стадіях розвитку ембріона, коли в районі нервової трубки виділяється група специфічних клітин, меланобластів. Призначення меланобластів — виробництво пігменту та транспортування його в шерсть кішки. Однак волосся росте не в районі нервової трубки, а на шкірі. Тому меланобласти, для стикування з волосяними фолікулами повинні здійснювати тривалі міграції в тілі ембріона від нервової трубки до шкіри та сітківки ока, які розташовані на значній відстані від нервового гребеня. Одні меланобласти долають цю відстань і прибувають до місця призначення точно в той момент, коли волосяні фолікули та сітківка вже розвинені.
Однак у процесі одомашнення кішки (як і інших тварин) виникла домінантна мутація, яка порушує здатність цих клітин до міграції, вищеназвана мутація домінантного білого забарвлення Dominant White (W-). Оскільки меланобласти у кішок гомо - і гетерозиготних по цій мутації не встигають досягти шкіри вчасно, вони не здатні передати пігмент у волосся, і шерсть виростає білою. Іноді їм вдається все-таки встигнути потрапити в волосяні фолікули, розташовані на голові кішки, і тоді там спостерігаються невеликі зафарбовані ділянки. Кількість меланобластів, які досягли сітківки, в різних носіїв цієї мутації може бути різною. Якщо їх багато, то очі мають нормальний жовтий колір, якщо дуже мало — блакитний. Буває і так, що одне око потрапило багато, а в інше мало. У такому разі виходить різноокий кіт: одне око у нього жовте, інше блакитне. Явище різноокості (повної гетерохромії очей (Heterochromia iridis), що зустрічається у деяких видів тварин, а також у людини, на сьогодні також досить добре вивчене.
Домінантний алель гена білого забарвлення порушує здатність до міграції не тільки меланобластів, але і деяких інших клітин, що диференціюються в районі нервової трубки ембріона. Як пише В. Шустрова у книзі «Основи загальної генетики»: «Довгий час існувало стійке переконання — один ген визначає одну ознаку. Чи це так? Спробуємо провести інший експеримент: схрестити білу блакитнооку і глуху кішку з кольоровим (хоча б тим же чорним) жовтооким котом з  нормальним здоровим слухом . Схоже на тригібридне спадкування — ніби є три різних ознаки. Всі кошенята від цього схрещування будуть білими, а от у другому поколінні з'являються кольорові котенята. Але що цікаво, серед цих кошенят блакитноокі та глухі будуть зустрічатися тільки серед білих нащадків. Мало того, серед них можуть опинитися і блакитноокі на одне око (або глухі на одне вухо). І нічого подібного не виявиться серед кольорових кошенят. Виявляється, домінантний алель W гена білого забарвлення визначає не тільки забарвлення, але і глухоту, і колір очей. Це явище — вплив одного гена на кілька ознак — називається плейотропією.
Зв'язок між білим кольором шерсті, блакитним кольором очей і глухотою зазначав ще Дарвін. Хоча треба сказати, що такі плейотропні ефекти гена W, як блакитні очі і глухота, проявляються не у всіх її носіїв. Дані про частоту появи цих побічних ефектів гена W, згідно з результатами досліджень Центру здоров'я кішок при університеті Корнелл, такі: 17-22 % білих кішок з очима не блакитного кольору народжуються глухими, 40 % білих різнооких кішок народжуються глухими, і, нарешті, 65-85 % геть білих кішок, які мають обидва ока блакитного кольору, глухі від народження. При цьому, глухота у різнооких повністю білих кішок буває з боку блакитного ока.
Ці побічні ефекти, так само як і білий колір шерсті, не повинні істотно знижувати пристосованість носіїв гена W. Однак, і плодючість і життєздатність гомозигот WW дещо знижена. Мабуть, ця мутація має ще якісь невідомі впливи на розвиток життєво важливих функцій. Дуже схожі як за основною дією, так і за плейотропними ефектами мутації описані у лисиці, миші, норки та людини. При синдромі Ваарденбурга у людей виявляється біле пасмо волосся; 5% з них мають очі різного кольору і глухоту. Якщо мутація W призводить до практично повного придушення міграційної здатності меланобластів, то напівдомінантна мутація білої плямистості Piebald Spotting (символ S) помірно знижує швидкість міграції.